# Rúben Vinagre
Rúben Gonçalo da Silva Nascimento Vinagre, noto semplicemente come Rúben Vinagre (Charneca de Caparica, 9 aprile 1999), è un calciatore portoghese, difensore o centrocampista del Legia Varsavia.

## Caratteristiche tecniche
Terzino sinistro di spinta, molto veloce e dotato tecnicamente, è in possesso di un buon tiro da fuori; abile nel dribbling e nel controllo di palla, è particolarmente bravo nelle progressioni offensive. Duttile tatticamente, può essere impiegato anche sulla fascia di centrocampo o come ala; per le sue caratteristiche è stato paragonato a Juan Bernat.

## Carriera

### Club
Cresciuto nei settori giovanili di Belenenses e Sporting Lisbona, nel 2015 si trasferisce al Monaco, con cui il 3 giugno 2016 firma il primo contratto professionistico.
Il 31 agosto viene ceduto a titolo temporaneo all'Académica, ma il trasferimento viene bloccato dalla FIFA a causa della minore età del giocatore. Rientrato al Monaco, il 20 luglio 2017 passa in prestito al Wolverhampton, con cui conquista la promozione in Premier League. Il 30 giugno 2018 viene riscattato, firmando un quinquennale con il club inglese.
Il 5 ottobre 2020 si trasferisce in prestito con diritto di riscatto all'Olympiacos; dopo aver collezionato soltanto 4 presenze col club greco, il 5 gennaio 2021 passa, sempre a titolo temporaneo, al Famalicão.
Il 9 luglio 2021 viene ceduto nuovamente in prestito in patria, questa volta allo Sporting Lisbona, club in cui aveva militato anni addietro nelle giovanili.
Il 27 luglio 2022 fa ritorno in Inghilterra, accasandosi all'Everton con la formula del prestito.
Il 26 gennaio 2024 viene acquistato, sempre con la formula del prestito, dal Verona, in massima serie italiana.Due giorni dopo esordisce in massima serie con gli scaligeri subentrando a Juan Cabal nel finale della partita contro il Frosinone. 

### Nazionale
Nel 2018 ha vinto con la nazionale under-19 portoghese l’Europeo di categoria, venendo anche inserito nella squadra ideale della manifestazione.
Ha debuttato con l'Under-21 l'11 ottobre 2018, in occasione della partita vinta contro il Liechtenstein, valida per le qualificazioni all'Europeo 2019.

## Statistiche

### Presenze e reti nei club
Statistiche aggiornate al 20 aprile 2024.
| Stagione             | Squadra              | Campionato           | Campionato | Campionato | Coppe nazionali | Coppe nazionali | Coppe nazionali | Coppe continentali | Coppe continentali | Coppe continentali | Altre coppe | Altre coppe | Altre coppe | Totale | Totale | Totale |
| Stagione             | Squadra              | Comp                 | Pres       | Reti       | Comp            | Pres            | Reti            | Comp               | Pres               | Reti               | Comp        | Pres        | Reti        | Pres   | Reti   |        |
| -------------------- | -------------------- | -------------------- | ---------- | ---------- | --------------- | --------------- | --------------- | ------------------ | ------------------ | ------------------ | ----------- | ----------- | ----------- | ------ | ------ | ------ |
| 2017-2018            | Wolverhampton        | FLC                  | 9          | 1          | FACup+CdL       | 1+3             | 0               | -                  | -                  | -                  | -           | -           | -           | 13     | 1      |        |
| 2018-2019            | Wolverhampton        | PL                   | 17         | 0          | FACup+CdL       | 2+2             | 0               | -                  | -                  | -                  | -           | -           | -           | 21     | 0      |        |
| 2019-2020            | Wolverhampton        | PL                   | 16         | 0          | FACup+CdL       | 2+2             | 0               | UEL                | 13                 | 2                  | -           | -           | -           | 33     | 2      |        |
| sett.-ott. 2020      | Wolverhampton        | PL                   | 2          | 0          | FACup+CdL       | 0+1             | 0               | -                  | -                  | -                  | -           | -           | -           | 3      | 0      |        |
| Totale Wolverhampton | Totale Wolverhampton | Totale Wolverhampton | 44         | 1          |                 | 13              | 0               |                    | 13                 | 2                  |             | -           | -           | 70     | 3      |        |
| ott. 2020-gen. 2021  | Olympiacos           | SL                   | 2          | 0          | CG              | 0               | 0               | UCL                | 2                  | 0                  | -           | -           | -           | 4      | 0      |        |
| gen.-giu. 2021       | Famalicão            | PL                   | 20         | 0          | TdP             | -               | -               | -                  | -                  | -                  | -           | -           | -           | 20     | 0      |        |
| 2021-2022            | Sporting Lisbona     | PL                   | 12         | 0          | TdP+TdL         | 2+2             | 0               | UCL                | 2                  | 0                  | -           | -           | -           | 18     | 0      |        |
| 2022-2023            | Everton              | PL                   | 2          | 0          | FACup+CdL       | 0+2             | 0               | -                  | -                  | -                  | -           | -           | -           | 4      | 0      |        |
| 2023-gen. 2024       | Hull City            | FLC                  | 10         | 0          | FACup+CdL       | 0+1             | 0               | -                  | -                  | -                  | -           | -           | -           | 11     | 0      |        |
| gen.-giu. 2024       | Verona               | A                    | 8          | 0          | CI              | -               | -               | -                  | -                  | -                  | -           | -           | -           | 8      | 0      |        |
| Totale carriera      | Totale carriera      | Totale carriera      | 98         | 1          |                 | 20              | 0               |                    | 17                 | 2                  |             | -           | -           | 135    | 3      |        |

## Palmarès

### Club

#### Competizioni nazionali
- Campionato inglese di seconda divisione: 1

Wolverhampton: 2017-2018
- Supercoppa di Portogallo: 1

Sporting Lisbona: 2021
- Coppa di Lega portoghese: 1

Sporting Lisbona: 2021-2022
- Coppa di Polonia: 1

Legia Varsavia: 2024-2025